# Molí de l'Adam
El Molí de l'Adam és una obra de Bellvís (Pla d'Urgell) inclosa a l'Inventari del Patrimoni Arquitectònic de Catalunya.

## Descripció
L'antic molí havia funcionat amb l'aigua del riu Corb, després es convertí en farinera i revia l'aigua del canal, actualment encara funciona.